# Cacajao ayresi
Cacajao ayresi är en primat i släktet kortsvansapor som förekommer i norra Brasilien. Populationen listades fram till 2008 som synonym till Cacajao melanocephalus. Några zoologer som de som bedömer arternas taxonomiska status för IUCN följer fortfarande denna indelning eller ayresi listas som underart.
Arten kännetecknas av en påfallande kort svans för ett djur som lever i träd. Svansens längd motsvarar ungefär halva längden av huvud och bål tillsammans. Cacajao ayresi har en svart päls med inslag av rött eller rödbrun på vissa ställen. I ansiktet och på kinderna förekommer bara glest fördelade hår. Håren på huvudets topp är däremot långa så att de täcker ansiktets övre delar. Cacajao ayresi skiljer sig dessutom i sina genetiska egenskaper och i andra morfologiska detaljer från andra kortsvansapor. Honor är mindre och inte lika robust som hannarna.
Utbredningsområdet ligger vid floderna Rio Curuduri och Rio Araçá i centrala Amazonområdet. De två exemplar som undersöktes noga hittades i ansamlingar av palmer respektive i skogsområden med fast grund.
Levnadssättet antas vara lika som hos andra kortsvansapor.
Cacajao ayresi jagas liksom andra kortsvansapor av regionens lokalbefolkning för köttets skull. I framtiden kan även skogsavverkningar och andra landskapsförändringar vara ett hot. I utbredningsområdet fanns fram till 2010 inga skyddszoner.